# Saint-Martin-Lacaussade
Saint-Martin-Lacaussade – miejscowość i gmina we Francji, w regionie Nowa Akwitania, w departamencie Żyronda.
Według danych na rok 1990 gminę zamieszkiwało 798 osób, a gęstość zaludnienia wynosiła 203 osób/km² (wśród 2290 gmin Akwitanii Saint-Martin-Lacaussade plasuje się na 520. miejscu pod względem liczby ludności, natomiast pod względem powierzchni na miejscu 1489.).